# Claude Le Goas
Pour les articles homonymes, voir Goas.
Claude Le Goas est un architecte français né le 27 mai 1928 à Blois et mort le 20 décembre 2007 à Paris 4e. Il a été l’urbaniste de la ville de Montreuil (Seine-Saint-Denis) de 1958 à 1990 et à l'origine de l'étude expérimentale de rénovation urbaine de cette ville basée sur un concept relativement neuf : « construire la ville sur la ville ».
Avec les architectes Marius Depont et Serge Lana, il fonda en 1965 l'atelier ATURBA (Atelier d’Urbanisme et d’Architecture), dont Charles Sébillotte devint le PDG.
Son action se compléta par un engagement personnel et important auprès du Parti communiste français.

## Principales réalisations
- Rénovation des centres-villes : Bagnolet, Neuilly-sur-Marne, Bobigny, Malakoff (Hauts-de-Seine), îlot Bièvre à Paris.

- Cités (grands ensembles) à Montreuil (Seine-Saint-Denis) : Groupe Jean Moulin (Photos) , Les Grands Pêchers, Le Clos français, La Noue (Photos), Le Bel Air, Montreau, Groupe Coli, Groupe Condorcet, La Croix-de-Chavaux (Photos) et La Cité de l'Espoir (Photos).
- Rond Point 93 (centre commercial de 13 000 m² et centre d'échange multi-modal) à Montreuil (Seine-Saint-Denis) (1973). Photos.

- Siège de la CGT à Montreuil (Seine-Saint-Denis). Photos.

- Conservatoire de Montreuil (Seine-Saint-Denis)[4] (1976). Photos.

- Bâtiment industriel Mozinor, à Montreuil (Seine-Saint-Denis). Photos.

- Quartier des Fauvettes sud à Neuilly-sur-Marne (1960-1980), représentatif de l'urbanisme de tours et de dalles de cette époque.